# Похот
Похотта е болезнена страст за излишно и прекомерно удовлетворяване на естественото полово влечение при човека. В медицината и психологията свръхразвитата полова страст при мъжете се нарича сатириазис, а при жените – нимфомания. В християнството похотта е един от седемте смъртни гряха.